# Token (musikgrupp)
Token är ett svenskt hårdrocksband som först bildades 1990, och sedan upplöstes. De återförenades och släppte sin första platta 12 år senare. Michael Rosengren och Hans B Andersson var senare med i bandet Scudiero som gav ut skivor på brittiska Z Records. Andersson har också varit medlem i Mindsplit tillsammans med bland andra Madison-basisten Conny Sundqvist samt i Fatal Smile medan Rosengren är med i bandet Constancia som har gett ut två album och också innehåller Overdrive-gitarristen Janne Stark.

## Medlemmar
Ursprunglig sättning
- Trummor: Pontus Ågeryd
- Bas: Niclas Holmkvist
- Keyboard: Michael Rosengren
- Gitarr/sång: Johan Sjöberg
- Gitarr: Mattias Skyberg
- Körsång: Lena Ginnegren

Andra sättning
- Trummor: Pontus Ågeryd
- Bas: Niclas Holmkvist
- Keyboard: Michael Rosengren
- Gitarr/sång: Johan Sjöberg
- Sång: Hans B Andersson

Tredje sättning
- Trummor: Patrik Johansson
- Bas: Niclas Holmkvist
- Keyboard: Michael Rosengren
- Gitarr/sång: Johan Sjöberg
- Sång: Mattias Ahlén

Nuvarande/senaste sättning
- Trummor: Magnus Frid
- Bas: Fredrik Schönbeck
- Gitarr: Peter Eklund
- Gitarr/sång: Johan Sjöberg
- Sång: Mattias Ahlén

## Diskografi
Studioalbum
- 2002 – Tomorrowland (MTM-Music (Europa))
- 2004 – Punch (MTM Music (Europa)), (Marguee Avalon (Japan))